# Goerz
C. P. Goerz — несуществующая ныне немецкая компания, производитель фотоаппаратов, оптического оборудования и прецизионных электроизмерительных приборов.

## История компании
Компания C. P. Goerz была основана в Берлине в 1886 году Карлом Паулем Гёрцем. Компания продавала математические инструменты для школьников, а с 1887 года начала продавать фотоаппараты. В 1888 году компания приобрела мастерские F. A. Hintze и сама стала производить фотоаппараты. С 1890 года компания начала называться Optische Anstalt C. P. Goerz. Компания располагалась в берлинском районе Фриденау.
Компания первой в мире освоила производство фокальных затворов, позволивших отрабатывать недостижимые до этого короткие выдержки, достигающие значения 1/1000 секунды. Конструкцию затвора разработал в 1888 году изобретатель Оттомар Аншютц (1846—1907). В 1892 году компания начала выпуск фотоаппарата с таким затвором под названием «Моментальная камера Аншютца» (нем. Goerz-Anschütz-Moment-Apparat) с размером крупноформатного кадра 9×12 сантиметров. Камера могла снимать быстродвижущиеся объекты и пользовалась популярностью. Компания также производила метеорологическое оборудование, бинокли, оптические прицелы, перископы для подводных лодок, телескопы (с 1897 года).
В 1891 году компания получила первый военный заказ. В 1903 году компания создала отдел военной оптики, который вскоре стал крупнейшим в мире производителем военной оптики. Goerz поставляла оптику для армии и флота Германии.
В 1895 году компания Goerz открыла своё отделение в Нью-Йорке. В 1902 году нью-йоркское отделение начало выпуск своей собственной продукции. В 1905 году отделение стало самостоятельной компанией с названием C. P. Goerz American Optical Co. Компания сохраняла свою независимость до 1972 года. В 1972 году Goerz American была присоединена к Schneider Kreuznach.
До Первой мировой войны компания Goerz активно сотрудничала с крупными оптическими предприятиями. Например, компания Rochester Optical Co. в 1902 году устанавливала объективы производства Goerz на свои фотоаппараты Snappa Camera. В 1901 году Kodak устанавливал объективы Goerz на фотоаппараты No. 3 Folding Pocket Kodak. В 1893 году компания Ross (Лондон) приобрела лицензию у Goerz на производство объективов Dagor.
В 1903 году Goerz преобразовалась в акционерное общество с капиталом 3,5 млн рейхсмарок. В 1908 году в берлинском районе Целендорф была создана компания Goerz Photochemisches Werk GmbH. Компания производила плёнку для кинокамер. В 1910 году Goerz приобрела компанию Sendlinger Optische Glaswerke — производителя оптического стекла из Мюнхена (во время Первой мировой войны производство было перенесено в Берлин). В это время компания имела свои заводы в Берлине, Вене, Братиславе (с 1908 года), Нью-Йорке, офисы в Берлине, Париже (с 1893 года), Лондоне (с 1899 года), Нью-Йорке (с 1895 года) и Санкт-Петербурге (с 1905 года). В 1911 году в компании работали 2500 человек.
Во время Первой мировой войны компания производила оптические приборы для армий Германии и Австрии, а также начала выпуск электрических прожекторов. После Версальского договора компания прекратила выпуск военной продукции, пыталась организовать производство механических счётных машин и научных инструментов, но без прежнего успеха.
В 1926 году германское отделение Goerz, чтобы избежать банкротства, было вынуждено слиться с компаниями ICA, Contessa-Nettel и Ernemann. Таким образом появилась компания Zeiss Ikon. В новой компании Carl Zeiss приобрёл 53 % акций. Австрийское отделение C. P. Goerz Wien продолжало свою самостоятельную деятельность до конца 1950-х годов, выпуская (по крайней мере с 1948 по 1959 год) в т.ч. и электроизмерительные приборы (амперметры, вольтметры, трансформаторы тока и т.д.).
В 1958 году подразделение C. P. Goerz в Братиславе было переименовано в Meopta. В 1968 году Meopta была национализирована.

## Продукция компании

### Фотоаппараты

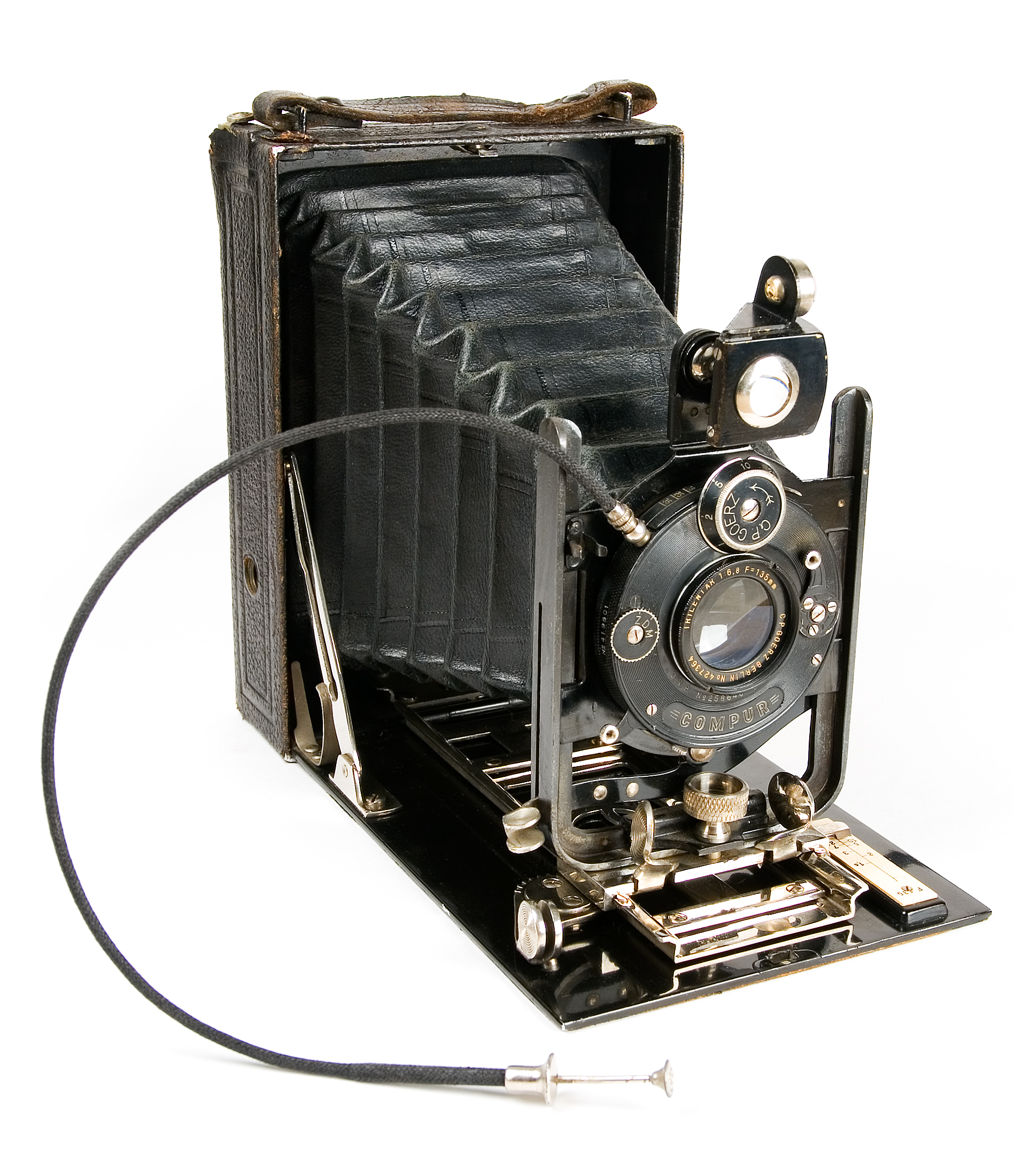
C.P.Goerz Taro-Tenax. Размер кадра 9x12 см. Объектив Trilentar f/6,8 135 мм

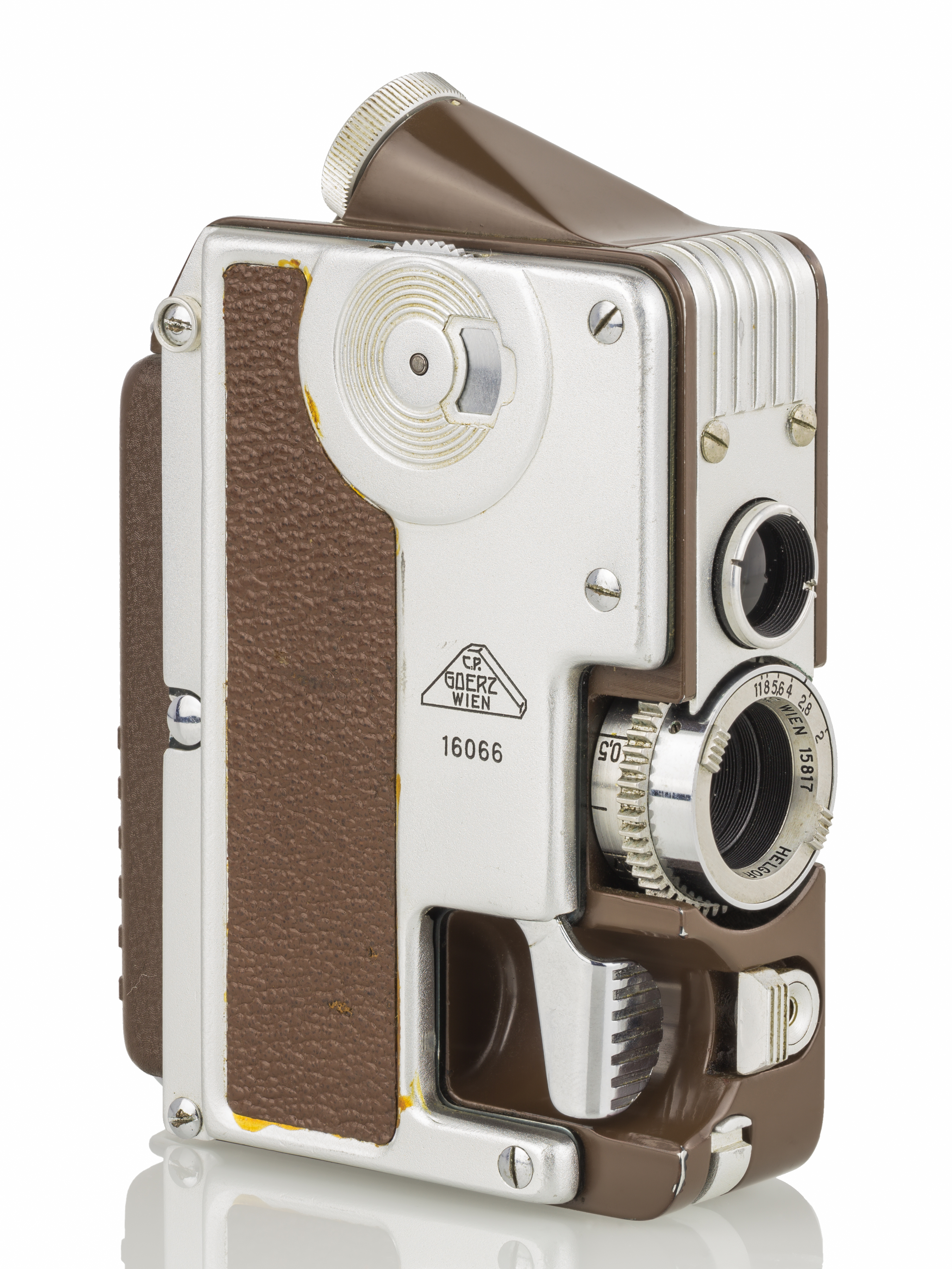
Minicord III 1958

- «Моментальная камера Аншютца» (нем. Goerz-Anschütz-Moment-Apparat). Первые экземпляры выпущены в 1892 году, став родоначальником класса пресс-камер[2].
- «Ango» — новое название моментальной камеры Аншютца, присвоенное ей после смерти изобретателя. Составлено из начальных слогов фамилий Anschütz и Goerz. Эта серия фотоаппаратов производилась более 30 лет и последние её выпуски были значительно усовершенствованы по сравнению с первой моделью. Вместо жесткого корпус из махагонового дерева или тропического тика стал складным. Камеры выпускались с различными размерами кадра: 9×12, 13×18 и 10×15 сантиметров[2]. В качестве штатного объектива могли использоваться «Goerz Anastigmat» f/6,3, «Goerz Dagor» f/6,8 или «Goerz Dogmar» f/3,5[3].
- «Plate Tenax» («Vest Pocket Tenax») — производилась с 1909 года в Берлине. Размер кадра 4,5×6 см. Объектив Dagor f/1:6,8 75 мм. Минимальная наводка на резкость 2 метра.
- «Pocket Tenax» — вариант Plate Tenax с большим размером кадра — 6,5×9 см.
- «Roll-Tenax»
- «Rollfilm Tenax» — Производилась с 1921 года в Берлине. Складной мех. Корпус металлический, покрыт чёрной кожей. Размер кадра 6×9 см. Объективы Tenastigmat f/1:6,3 10 см или Dagor f/1:6,8 10 см.
- «Taro Tenax» — Корпус металлический, покрыт чёрной кожей. Размер кадра 6х9 см. Объективы Tenastigmat f/1:6,8 130 мм, или Tenastigmat и Dagor с фокусным расстоянием 150 мм.
- «Manufok-Tenax»
- «Stereotenax»
- «Stereo-Pocket-Tenax» — вариант Plate Tenax с размером кадра 4,5×10 см.
- «Goerz-Anschütz Stereo-Klapp-Camera» — клапп-камера.
- «Roll-Tengor»
- «Box-Tengor» — камера для начинающих коробочного типа. Продавалась Goerz, а позднее Zeiss Ikon. Формат плёнки 116, 120 и 129. Производилась с 1934 по 1938 год. Объектив Goerz Frontar.
- «Piccolissima»
- «Universal-Reise-Camera Insuperabilis»
- «Spezial-Ballon-Camera»
- «Jagd-Reflex-Ango»
- «Minicord» — двухобъективный фотоаппарат. Выпускался в Австрии в 1950-е годы.

### Затворы для фотоаппаратов
- Goerz-Anschütz rouleau shutter
- Goerz Sektoren-Verschluss

### Объективы для фотоаппаратов
- Doppel-Anastigmat

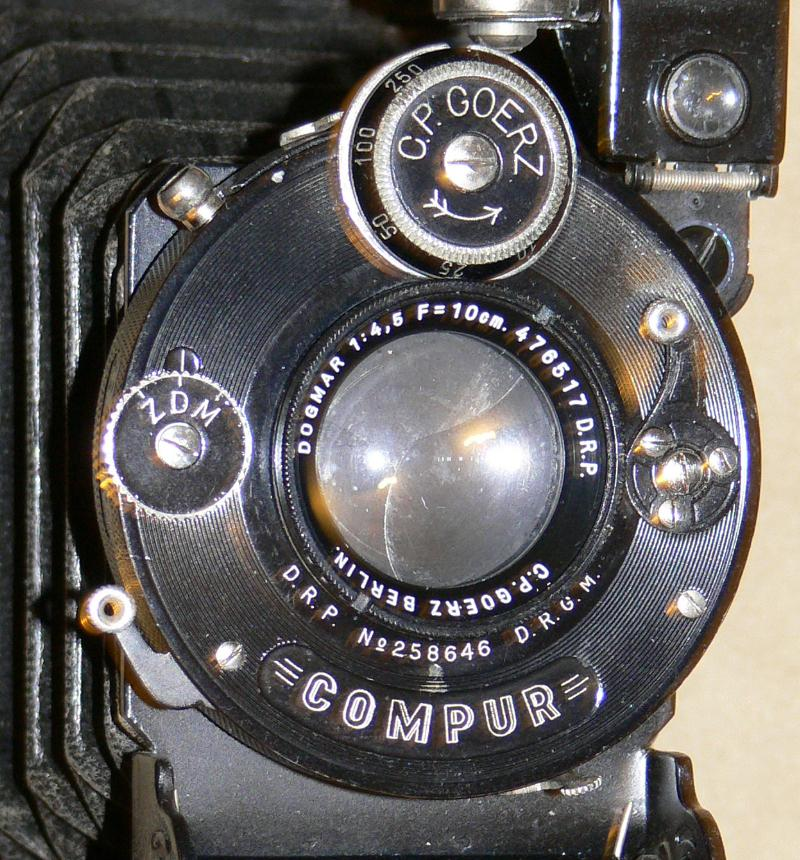
Объектив Dogmar с затвором Compur.

- Hypergon (Goerz-Hypergon) — разработан в 1900 году. Широкоугольный объектив, угол обзора 135°. Объектив обладал большими значениями апертуры: 1/22 до 1/32. На основе конструкции Hypergon созданы объективы Topogon, Hologon и Biogon компании Carl Zeiss (1935 год).
- Artar
- Pantar
- Tenaxiar
- Tenastigmat
- Hypar
- Hycon
- Certar
- Gotar
- Frontar
- Dialyt
- Syntor
- Celor
- Kalostigmat
- Paraplanat
- Choroskop
- Lynkeioskop
- Dogmar
- Dagor — симметричный анастигмат. Шесть линз в двух группах. Разработан в 1892 году Emil Von Höegh. Производился по лицензии компаниями Ross в Лондоне и Karl Fritsch в Вене.
- Tengor для фотоаппаратов Tenax.

### Электроизмерительные приборы (неполный перечень)
- vielflach mirror-galvanometer type167311 светолучевой гальванометр  с без инерционным зеркалом
- Трансформатор тока Тип GE 4410/400 (400 Гц, класс точности 0,2) для измерения токов 5, 10, 25, 50, 100, 250 и 500 А. Поставлялся в СССР.
- Прецизионный вольтметр магнитоэлектрической системы Type JE134323 (класс точности 0,2) для измерения постоянного напряжения с пределами 1,5-3-15-30-150 В. Поставлялся в СССР.
- Прецизионный амперметр электромагнитной системы ТИП 334312/400 (класс точности 0,5) для измерения силы переменного тока с частотой от 15 до 400 Гц. Имеет пределы измерения 1 А, 5 А и К (амперметр зашунтирован). Поставлялся в СССР.
- Прецизионный амперметр электромагнитной системы ТИП 334311/400 (класс точности 0,5) для измерения силы переменного тока с частотой от 15 до 400 Гц. Имеет пределы измерения 0,2 А, 1 А и К (амперметр зашунтирован). Поставлялся в СССР.

### Навигационные приборы (неполный перечень)
- В 1925 году для воздушной экспедиции Амундсена к Северному полюсу фирма изготовила два солнечных компаса[4].